# Garcinia vriesiana
Garcinia vriesiana là một loài thực vật có hoa trong họ Bứa. Loài này được Pierre mô tả khoa học đầu tiên năm 1882.